# Jarmila Nygrýnová
Jarmila Nygrýnová-Strejčková (Plzeň, 15 febbraio 1953 – 5 gennaio 1999) è stata una lunghista cecoslovacca.

## Palmarès

### Europei
- 1 medaglia:
  - 1 bronzo (Praga 1978)

### Europei indoor
- 6 medaglie:
  - 2 ori (San Sebastián 1977; Milano 1978)
  - 3 argenti (Rotterdam 1973; Monaco di Baviera 1976; Vienna 1979)
  - 1 bronzo (Grenoble 1972)

### Universiadi
- 2 medaglie:
  - 1 oro (Roma 1975)
  - 1 argento (Sofia 1977)